# 리플라이
리플라이(Reply)는 이탈리아에 본사를 둔 글로벌 기업으로 컨설팅, 시스템 통합 및 디지털 서비스를 전문으로 하며 웹 및 사회 연결망을 기반으로 한 솔루션의 설계 및 구현에 중점을 두고 있다.
리플라이의 수익은 회사가 이탈리아 증권 거래소(Borsa Italiana)의 STAR 부문에 상장된 해인 2000년 3,330만 유로에서 2023년에는 21억 2천만 유로, 직원 수 15,000명으로 증가했다.

## 분야
네트워크에 속한 회사들 덕분에 리플라이는 다음 부문에서 운영된다.
- 에너지 및 유틸리티
- 통신, 미디어 및 엔터테인먼트
- 산업용 제품
- 유통 및 운송
- 뱅킹
- 보험
- 공공 부문
- 보건 의료
- 사이버 보안